# Meßberghof
Meßberghof (do 1938 roku Ballinhaus) – budynek biurowy w Kontorhausviertel w Hamburgu, w Niemczech.
W 2015 roku hamburskie Speicherstadt i Kontorhausviertel z Chilehaus zostały wpisane na listę dziedzictwa kulturowego UNESCO.

## Położenie

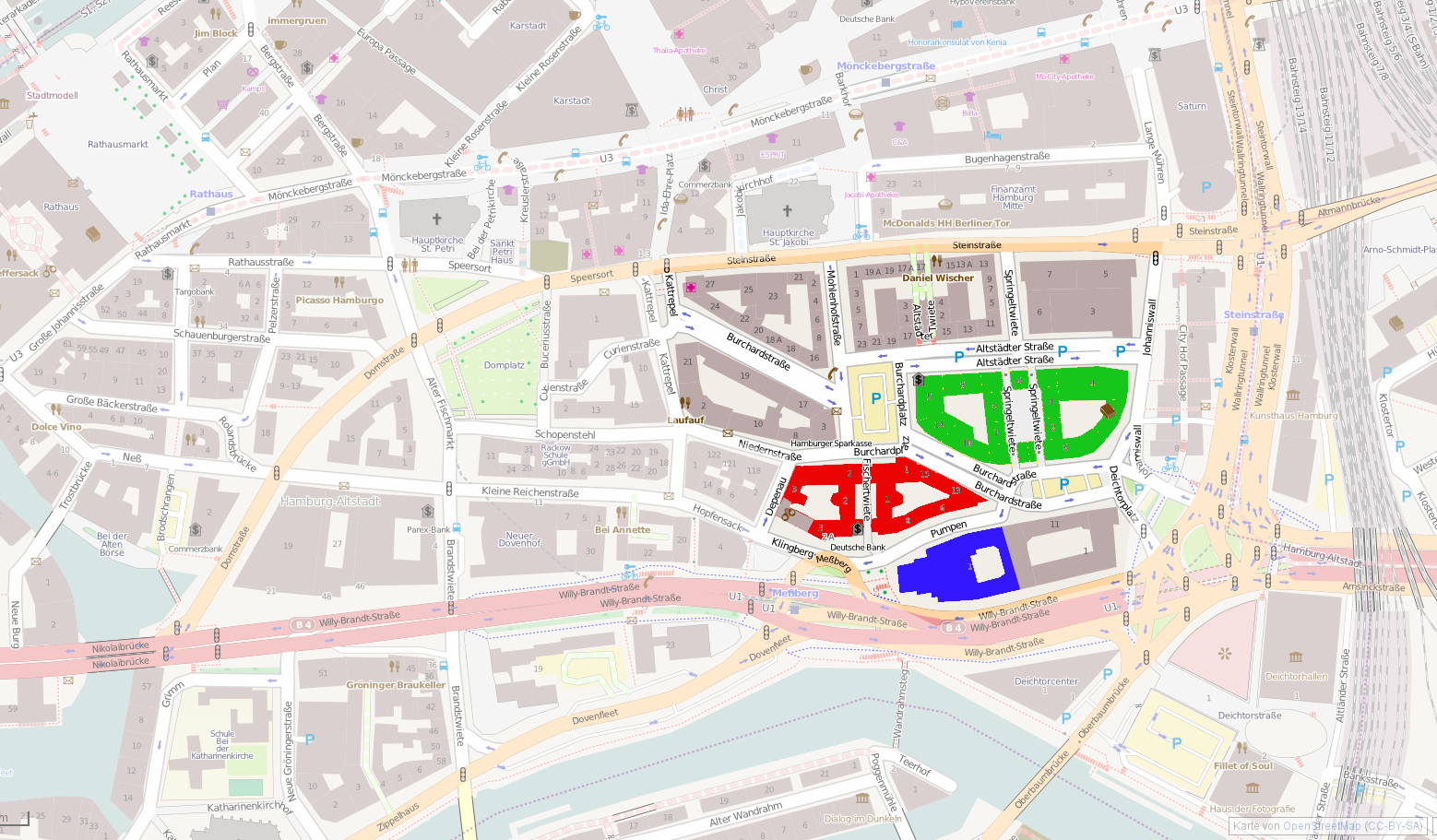
Kontorhausviertel: Chilehaus (zaznaczony na czerwono), Sprinkenhof (zaznaczony na zielono) i Meßberghof (zaznaczony na niebiesko)

Meßberghof wyznacza południową granicę Kontorhausviertel położonej na południowym krańcu centrum Hamburga, naprzeciwko Speicherstadt . Gmach stoi nad Zollkanal, na południowy wschód od Chilehaus.
Główna fasada gmachu znajduje się przy Meßberg 1, fasada południowa wychodzi na Speicherstadt, a północna na Chilehaus, który został zbudowany w tym samym czasie co Meßberghof . Adresy gmachu to: Meßberg 1, Pumpen 17 i Willy-Brandt-Straße 12.

## Historia
Meßberghof został zaprojektowany i wzniesiony na zlecenie konsorcjum finansowego przez niemieckich architektów – braci Hansa i Oskara Gersonów . Zbudowany w latach 1922–1924 na działce obok Chilehaus, pierwotnie nosił nazwę Ballinhaus na cześć żydowskiego armatora Alberta Ballina (1857–1918) .
W 1938 roku gauleiter Hamburga Karl Kaufmann (1900–1969) wydał zarządzenie o przemianowaniu wszystkich ulic i budynków nazwanych imionami Żydów . Wówczas zniszczono również okolicznościową tablicę umieszczoną na gmachu z okazji jego otwarcia . W okresie III Rzeszy w gmachu siedzibę miała firma Tesch & Stabenow . W 1997 roku umieszczono na gmachu tablicę przypominającą o nazistowskiej historii Meßberghofu .
W 1991 roku i w latach 1993–1995 przebudowano i odrestaurowano dach budynku.
W 2015 roku hamburskie Speicherstadt i Kontorhausviertel z Chilehaus zostały wpisane na listę dziedzictwa kulturowego UNESCO.

## Architektura
Meßberghof składa się z dziesięciopiętrowej części środkowej oraz dwóch ośmiopiętrowych skrzydeł bocznych z cofniętymi schodkowo dwoma najwyższymi piętrami, okalających dziedziniec wewnętrzny. Jest to budynek o konstrukcji żelbetowej, wzniesiony z wypalonej na czarno cegły klinkierowej . Jego płaska fasada kontrastuje z położonym obok Chilehaus. Z fasady wystają smukłe przypory, nadające jej gotycki charakter. Skrzydła boczne nakryte są dachami płaskimi, a część główna – dachem czterospadowym, wykonanym z tytan-cynku .
Pierwotnie fasadę zdobiło osiem rzeźb wykonanych z piaskowca połabskiego przez niemieckiego rzeźbiarza Ludwiga Kunstmanna (1877–1961), które z uwagi na ich zły stan zostały usunięte w 1968 roku . Nowy właściciel gmachu rozpisał konkurs na nowe rzeźby, w którym zwyciężył projekt Lothara Fischera (1933–2004) . Dzieła Fischera – abstrakcyjne brązowe rzeźby „Wariacje Enigma” – zamontowano w okresie 1996/97.
Do wnętrza gmachu prowadzą dwa wejścia od strony ulic Meßberg i Pumpen, zdobione ekspresjonistycznymi rzeźbami Fischera . W środku dominuje imponująca klatka schodowa, prowadząca na 10. piętro, oświetlona poprzez świetlik w dachu . Na każdym piętrze znajduje się przestronny, kwadratowy hol z drzwiami prowadzącymi do poszczególnych kantorów . Poręcze w klatce schodowej zdobią jaszczurki projektu Kunstmanna, a pomalowane na zielono ściany, drzwi i framugi wykończone są złoceniami . Podłogi wyłożone są wypolerowanymi płytami piaskowca, a ściany trawertynem lub kolorowymi kafelkami. W gmachu znajdował się także paternoster, który podczas renowacji w latach 90. XX w. został zastąpiony windą .
Powierzchnia użytkowa Meßberghofu wynosi 21 200 m².